# Keiser Report
The Keiser Report fue un programa de noticias y análisis financiero transmitido por RT UK y la red estatal rusa RT, conducido por Max Keiser y Stacy Herbert. Comenzó en septiembre de 2009 y finalizó en febrero de 2022, con tres transmisiones semanales. Herbert es la coconductora.
Cada episodio está dividido en dos partes. En la primera parte, Keiser y Herbert discuten sobre la actualidad financiera, comentan los reportes financieros, y las actividades de los banqueros. En la segunda parte Keiser entrevista a sus invitados
The Independent describe el programa como "maliciosamente sedicioso" y a Keiser como "el más escandaloso experto en política de Estados Unidos".
Según la revista Forbes, el economista Sandeep Jaitly de Gold Standard Institute se vio obligado a renunciar después de los comentarios hechos en el programa.
Desde marzo de 2012, The Keiser Report es doblado al español como The Keiser Report en español.
A raíz de la guerra de Ucrania de 2022, Max Keiser y Stacy Herbert renunciaron a RT.